# Abrera
Abrera település Spanyolországban, Barcelona tartományban. Lakosainak száma 13 014 fő (2024).

## Földrajza
Abrera Castellbisbal, Esparreguera, Els Hostalets de Pierola, Martorell, Olesa de Montserrat, Sant Esteve Sesrovires, Ullastrell és Viladecavalls községekkel határos.

## Közlekedés
A település az FGC vasúttársaság Llobregat–Anoia-vasútvonala vonalán fekszik, melyen Barcelona is könnyedén megközelíthető.

## Népesség
A település lakosságának változását az alábbi diagram mutatja:
| Lakosok száma | 136  | 944  | 830  | 715  | 4354 | 9422 | 11 521 | 12 125 | 12 489 | 13 014 |
|               | 1717 | 1887 | 1936 | 1960 | 1986 | 2004 | 2009   | 2014   | 2019   | 2024   |